# Унжа (приток Оки)
У́нжа — река во Владимирской и Рязанской областях России, левый приток Оки. Длина реки — 122 км. Площадь водосборного бассейна — 1320 км².
Река Унжа вытекает из болот у города Меленки и впадает в Оку на уровне 78 м.

## Притоки (в км от устья)
- 3,9 км: река Лынжа, у с. Сабурово (пр)
- 24 км: река Писарь (пр)
- 39 км: река Ксегжа (Черная) (пр)
- 67 км: река Вареха (лв)

## Данные водного реестра
По данным государственного водного реестра России относится к Окскому бассейновому округу, водохозяйственный участок реки — Ока от впадения реки Мокша до впадения реки Тёша, речной подбассейн реки — бассейны притоков Оки от Мокши до впадения в Волгу. Речной бассейн реки — Ока.
Код объекта в государственном водном реестре — 09010300112110000030121.